# Kärklax
Kärklax (tjärk) är en bydel som tillhör Vörå kommun i Österbotten, Västra Finlands län.
Området är beläget i Maxmo före detta kommuns sydöstra del. I området finns hembygdsmuseet Klemetsgårdarna. Området gränsar till Maxmo kyrkby.